# Kokot
Kokot (lat. Trigla lyra) je morska riba iz porodice kokota (triglidae). Ova riba je jedini primjerak iz svoga roda. Naziva se još kokotić, hrokavica, lastavica. U pojedinoj literaturi može se pronaći podatak da se ova riba službeno naziva lastavica prasica, tu se radi o zamjeni, lastavica prasica je naziv za ribu latinskog imena Chelidonichthys lucerna. Kokota možemo naći po cijeloj hrvatskoj obali, najviše u dubokom moru južnog Jadrana, gdje naraste do 60 cm i cca 3 kg.

## Opis
Izduženog je oblika, velike glave, žarko crveno-narančaste je boje, tijelo mu se sužava prema repu. Oči su mu velike i izražene, razmjerno su veće nego kod drugih pripadnika porodice Triglidae. Poviše usta ima dvije izraženije bodlje. Ima spljošten trbuh i velike prednje peraje. Živi na pjeskovitom i muljevitom dnu do 700 metara dubine, hrani se račićima, puževima, ali i drugim plijemom. Najčešće se hvata u veličinama do 40 cm.

## Razmnožavanje
Kokot se razmnožava u svibnju odnosno lipnju. Usprkos zamjetnom izlovu ne spada u ugrožene vrste.

## Ribolov i upotreba
Premda je čest na ribarnicama, kokot kod nas nema neku važniju ulogu u komercijalnom ribolovu. Lovi se većinom parangalom ili koćom, kao usputna lovina prilikom lova na druge vrste, ne izvozi se i ne uzgaja se. Zbog svog mekanog mesa, u gastronomiji nije naročito cijenjen, priprema se na brujet ili lešo.

## Rasprostranjenost
Kokota se može pronaći u istočnom dijelu Atlantika, od sjevera Velike Britanije i Sjevernog mora pa južno sve do Namibije, a uključeni su otočja Madeira i Cape Verde. Rasprostranjena je i na cijelom Mediteranu, ali ne i u Crnom moru.

## Poveznice
|  | Zajednički poslužitelj ima još gradiva o temi Kokot |
|  | Wikivrste imaju podatke o taksonu Kokot             |